# Bạch tuộc Dumbo
Bạch tuộc Dumbo (danh pháp khoa học: Grimpoteuthis) là một chi bạch tuộc có đặc trưng là chiếc đầu có hình thù kỳ lạ, với vây nhô ra trên đầu giống như tai của chú voi biết bay Dumbo trong bộ phim hoạt hình cùng tên của Walt Disney năm 1941. Chúng sinh sống ở độ sâu 7.000 m dưới mực nước biển, đây là loài động vật sống ở vùng nước sâu nhất từng được phát hiện. Chính điều kiện môi trường hoàn toàn thiếu ánh sáng cùng với áp lực nước cực mạnh là nguyên nhân khiến loài bạch tuộc này biến đổi hình dạng một cách kỳ lạ.

## Các loài
Có 2 hệ thống phân loại các loại trong chi này như sau
Phân loại ITIS 2010
- Grimpoteuthis albatrossi (Sasaki, 1920)
- Grimpoteuthis antarctica Kubodera & Okutani, 1986
- Grimpoteuthis bathynectes Voss & Pearcy, 1990
- Grimpoteuthis bruuni Voss, 1982
- Grimpoteuthis glacialis (Robson, 1930)
- Grimpoteuthis hippocrepium (Hoyle, 1904)
- Grimpoteuthis mawsoni (Berry, 1917)
- Grimpoteuthis meangensis (Hoyle, 1885)
- Grimpoteuthis megaptera (Verrill, 1885)
- Grimpoteuthis pacifica (Hoyle, 1885)
- Grimpoteuthis plena (Verrill, 1885)
- Grimpoteuthis tuftsi Voss & Pearcy, 1990
- Grimpoteuthis umbellata (Fischer, 1883)
- Grimpoteuthis wulkeri (Grimpe, 1920)

Phân loại WRMS 2010

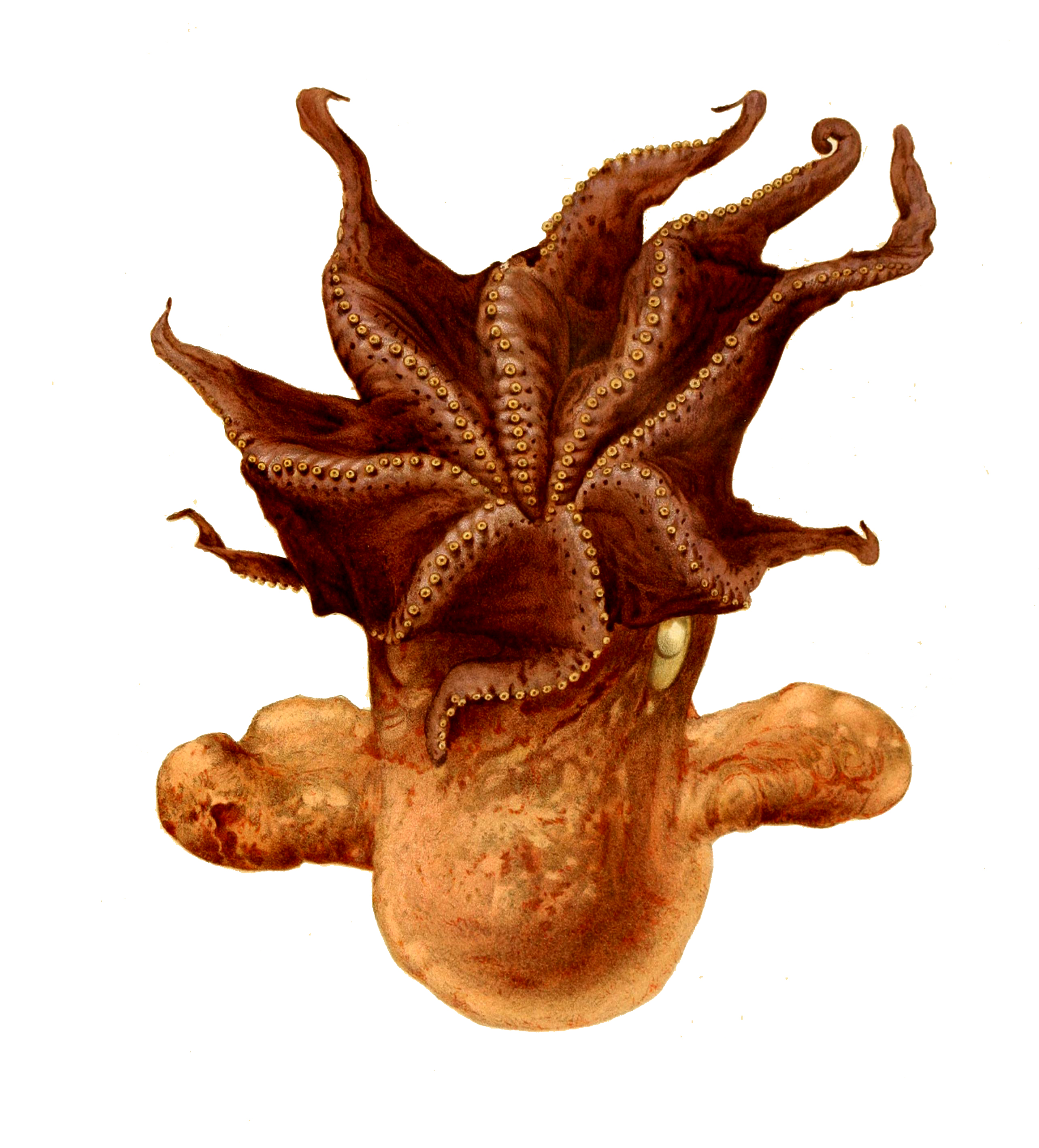
Grimpoteuthis umbellata

- Grimpoteuthis abyssicola O'Shea, 1999
- Grimpoteuthis albatrossi (Sasaki, 1920)
- Grimpoteuthis antarctica Kubodera & Okutani, 1986
- Grimpoteuthis bathynectes Voss & Pearcy, 1990
- Grimpoteuthis boylei Collins, 2003
- Grimpoteuthis bruuni Voss, 1982
- Grimpoteuthis caudani (Joubin, 1896)
- Grimpoteuthis challengeri Collins, 2003
- Grimpoteuthis discoveryi Collins, 2003
- Grimpoteuthis glacialis (Robson, 1930)
- Grimpoteuthis hippocrepium (Hoyle, 1904)
- Grimpoteuthis innominata (O'Shea, 1999)
- Grimpoteuthis mawsoni (Berry, 1917)
- Grimpoteuthis meangensis (Hoyle, 1885)
- Grimpoteuthis megaptera (Verrill, 1885)
- Grimpoteuthis pacifica (Hoyle, 1885)
- Grimpoteuthis plena (Verrill, 1885)
- Grimpoteuthis tuftsi Voss & Pearcy, 1990
- Grimpoteuthis umbellata (Fischer, 1883)
- Grimpoteuthis wuelkeri (Grimpe, 1920)